# Франсуа де Бюэй
Франсуа де Бюэй (François de Bueil) (1489 — 25.03.1525) — французский католический прелат, архиепископ Буржа.
Сын графа Сансера Жака де Бюэя и его жены Жанны де Буа-Журдан. Брат Шарля де Бюэя, погибшего в 1515 году в битве при Мариньяно.
С юных лет избрал духовную карьеру. С 1509 г. казначей Сен-Шапель (Святой Капеллы). Настоятель аббатства Пленпье (Plaimpied) (1513—1524). Преподавал в Университете Буржа Священное Писание и каноническое право.
В январе 1520 года был избран архиепископом Буржа взамен умершего 27 ноября 1519 года Антуана Бойе (Antoine Bohier) (получил 17 голосов канонников из 30). Король Франциск I, который хотел, чтобы этот пост занял его духовник Гильом Парви (Guillaume Parvy) — епископ Труа, оспорил результаты. Дело дошло до папы Льва X, который объявил, что выборы проходили по всем правилам (вердикт от 1 июля 1521 года). Однако Франсуа де Бюэй смог вступить в должность только в следующем году.
Умер в Париже 25 марта 1525 года. Похоронен в Бурже в кафедральном соборе.